# Zastawki-Jabłonów
Zastawki-Jabłonów (ukr.  Заставки-Яблунів) – wieś na Ukrainie w rejonie lwowskim (wcześniej w rejonie przemyślańskim) obwodu lwowskiego.